# The Millionaire Pirate
The Millionaire Pirate er en amerikansk stumfilm fra 1919 af Rupert Julian.

## Medvirkende
- Monroe Salisbury som Jean Lafitte
- Ruth Clifford
- Lillian Langdon
- Harry Holden
- Jack Mower